# أورانج (ماساتشوستس)
أورانج (بالإنجليزية: Orange, Massachusetts)‏ هي بلدة أمريكية تقع في الولايات المتحدة في مقاطعة فرانكلين (ماساتشوستس). يقدر عدد سكانها بـ 7,839 نسمة ومساحتها 93.3 كم2 وترتفع عن سطح البحر 155 متر.

## المناخ
يظهر الجدول التالي التغييرات المناخية على مدار السنة لأورانج:
| البيانات المناخية لـأورانج        | البيانات المناخية لـأورانج | البيانات المناخية لـأورانج | البيانات المناخية لـأورانج | البيانات المناخية لـأورانج | البيانات المناخية لـأورانج | البيانات المناخية لـأورانج | البيانات المناخية لـأورانج | البيانات المناخية لـأورانج | البيانات المناخية لـأورانج | البيانات المناخية لـأورانج | البيانات المناخية لـأورانج | البيانات المناخية لـأورانج | البيانات المناخية لـأورانج |
| الشهر                             | يناير                      | فبراير                     | مارس                       | أبريل                      | مايو                       | يونيو                      | يوليو                      | أغسطس                      | سبتمبر                     | أكتوبر                     | نوفمبر                     | ديسمبر                     | المعدل السنوي              |
| --------------------------------- | -------------------------- | -------------------------- | -------------------------- | -------------------------- | -------------------------- | -------------------------- | -------------------------- | -------------------------- | -------------------------- | -------------------------- | -------------------------- | -------------------------- | -------------------------- |
| الدرجة القصوى °ف (°م)             | 68 (20)                    | 68 (20)                    | 87 (31)                    | 93 (34)                    | 96 (36)                    | 97 (36)                    | 100 (38)                   | 97 (36)                    | 94 (34)                    | 84 (29)                    | 71 (22)                    | 69 (21)                    | 100 (38)                   |
| متوسط درجة الحرارة الكبرى °ف (°م) | 31.5 (−0.3)                | 35.3 (1.8)                 | 44.2 (6.8)                 | 57.2 (14.0)                | 68.6 (20.3)                | 76.4 (24.7)                | 81.3 (27.4)                | 79.6 (26.4)                | 71.7 (22.1)                | 59.7 (15.4)                | 48.1 (8.9)                 | 36.4 (2.4)                 | 57.5 (14.2)                |
| متوسط درجة الحرارة الصغرى °ف (°م) | 10.6 (−11.9)               | 12.9 (−10.6)               | 22.9 (−5.1)                | 32.8 (0.4)                 | 43.0 (6.1)                 | 53.1 (11.7)                | 57.8 (14.3)                | 56.3 (13.5)                | 48.2 (9.0)                 | 36.2 (2.3)                 | 28.3 (−2.1)                | 18.1 (−7.7)                | 35.0 (1.7)                 |
| أدنى درجة حرارة °ف (°م)           | −24 (−31)                  | −21 (−29)                  | −13 (−25)                  | 8 (−13)                    | 25 (−4)                    | 33 (1)                     | 43 (6)                     | 42 (6)                     | 27 (−3)                    | 16 (−9)                    | 4 (−16)                    | −13 (−25)                  | −24 (−31)                  |
| معدل هطول الأمطار إنش (مم)        | 2.72 (69)                  | 2.65 (67)                  | 3.48 (88)                  | 3.32 (84)                  | 3.84 (98)                  | 4.43 (113)                 | 4.13 (105)                 | 3.55 (90)                  | 3.55 (90)                  | 3.79 (96)                  | 3.88 (99)                  | 3.21 (82)                  | 42.55 (1٬081)              |
| متوسط تساقط الثلوج إنش (سم)       | 16.5 (42)                  | 14.9 (38)                  | 9 (23)                     | 2 (5.1)                    | 0 (0)                      | 0 (0)                      | 0 (0)                      | 0 (0)                      | 0 (0)                      | 0 (0)                      | 3 (7.6)                    | 13 (33)                    | 58.4 (148.7)               |
| المصدر: NOAA                      |                            |                            |                            |                            |                            |                            |                            |                            |                            |                            |                            |                            |                            |

## معرض صور

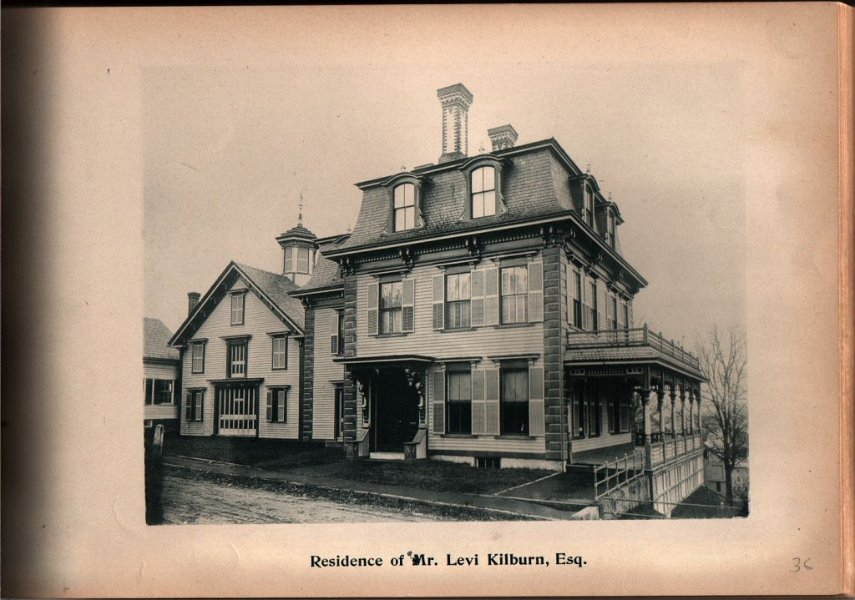
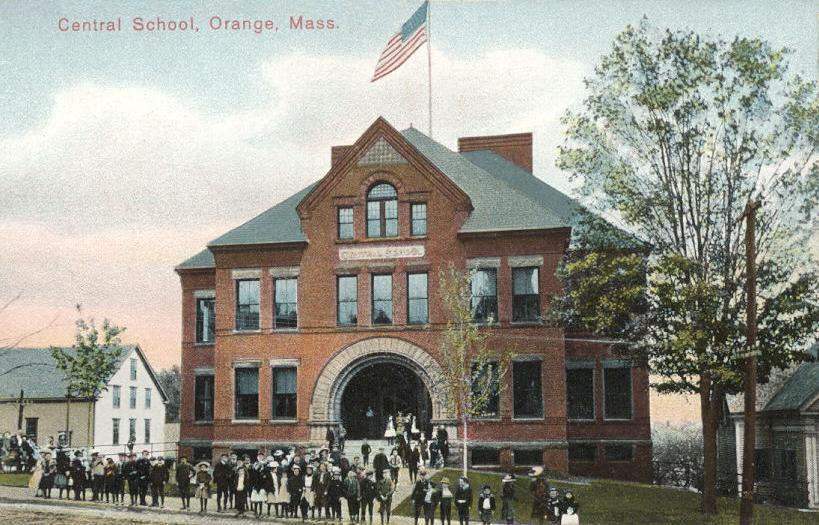
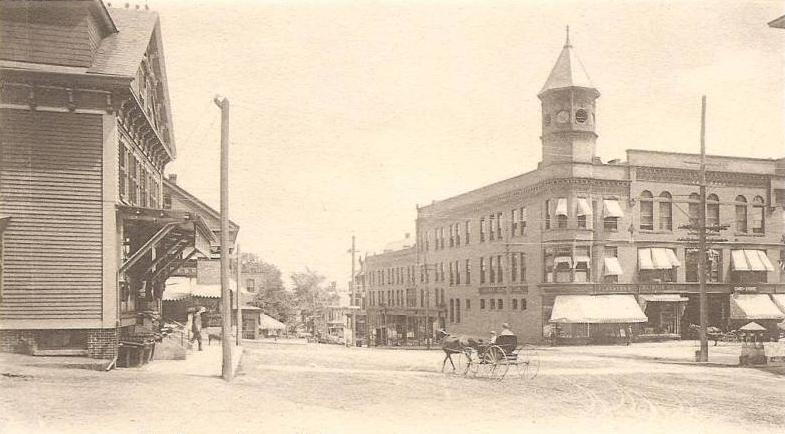
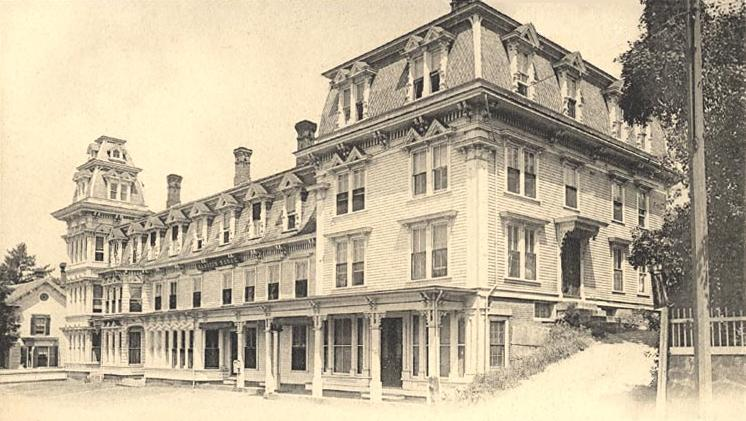

## أعلام
- روبرت ديكستر كونراد
- ميرتل باشيلدر